# بنیاد آمریکای نوین
بنیاد آمریکای نوین (به انگلیسی: The New America Foundation)، یک اندیشکده و نهاد غیرانتفاعی سیاست عمومی است که دو دفتر در واشینگتن، دی.سی. و نیویورک دارد. این اندیشکده در ۱۹۹۹ به دست تد هالستید، شرل شوئینینگر، مایکل لیند، و والتر راسل مید بنیان نهاده شد.